# Ziegfeld girl
Le Ziegfeld Girls erano le ragazze del coro degli spettacoli teatrali di rivista di Broadway di Florenz Ziegfeld, conosciuti come le Ziegfeld Follies (1907–1931), a New York City, che si ispiravano alle Folies Bergère parigine.

## Descrizione
Queste showgirl seguivano le orme delle "Florodora girls", che aveva iniziato a "allentare il corsetto" delle Gibson Girl al principio del XX secolo. Queste bellezze, agghindate da Erté, guadagnarono molti giovani ammiratori di sesso maschile e diventarono oggetto dell'adorazione popolare. Tutte le showgirl sembravano molto simili, sia nell'aspetto che nella statura. Ballavano in completa sincronismo ed erano l'unica azione che era uniforme nelle Ziegfeld Follies. Molte furono persuase a lasciare lo show per sposarsi, alcune con uomini di considerevole ricchezza. Il Ziegfeld Ball a New York continuò come evento sociale della stagione per anni dopo l'ultima produzione delle Follies.
Nel 1897, Ziegfeld sposò una delle sue Ziegfeld girls, Anna Held per diritto comune. Non furono mai sposati legalmente, ma vissero insieme abbastanza a lungo da considerarsi tali. Nel 1913, la Held divorziò da Ziegfeld a causa della sua infedeltà con Lillian Lorraine, un'altra Ziegfeld girl. La Held morì poco dopo. In seguito a ciò, Ziegfeld sposò un'altra Ziegfeld girl, la futura stella del cinema Billie Burke. Sebbene Ziegfeld avesse diverse relazioni sentimentali, la Burke affermò che la Lorraine era stata l'unica che l'avesse mai rendeva gelosa. Ziegfeld rimase sposato con la Burke (e innamorato della Lorraine) fino alla sua morte nel 1932.
Negli anni, tra le Ziegfeld girls hanno militato molte future stelle come Marion Davies, Paulette Goddard, Joan Blondell, Olive Thomas, Barbara Stanwyck, Billie Dove, Louise Brooks, Nita Naldi, Julanne Johnston, Mae Murray, Dorothy Mackaill, Odette Myrtil, Lilyan Tashman, Claire Dodd, Cecile Arnold, Dolores Costello, Dorothy Sebastian, Juliette Compton, Mary Nolan, Iris Adrian e altre che diventarono imprenditrici come Peggy Hopkins Joyce, Helen Gallagher, Anastasia Reilly, ed Irene Hayes.

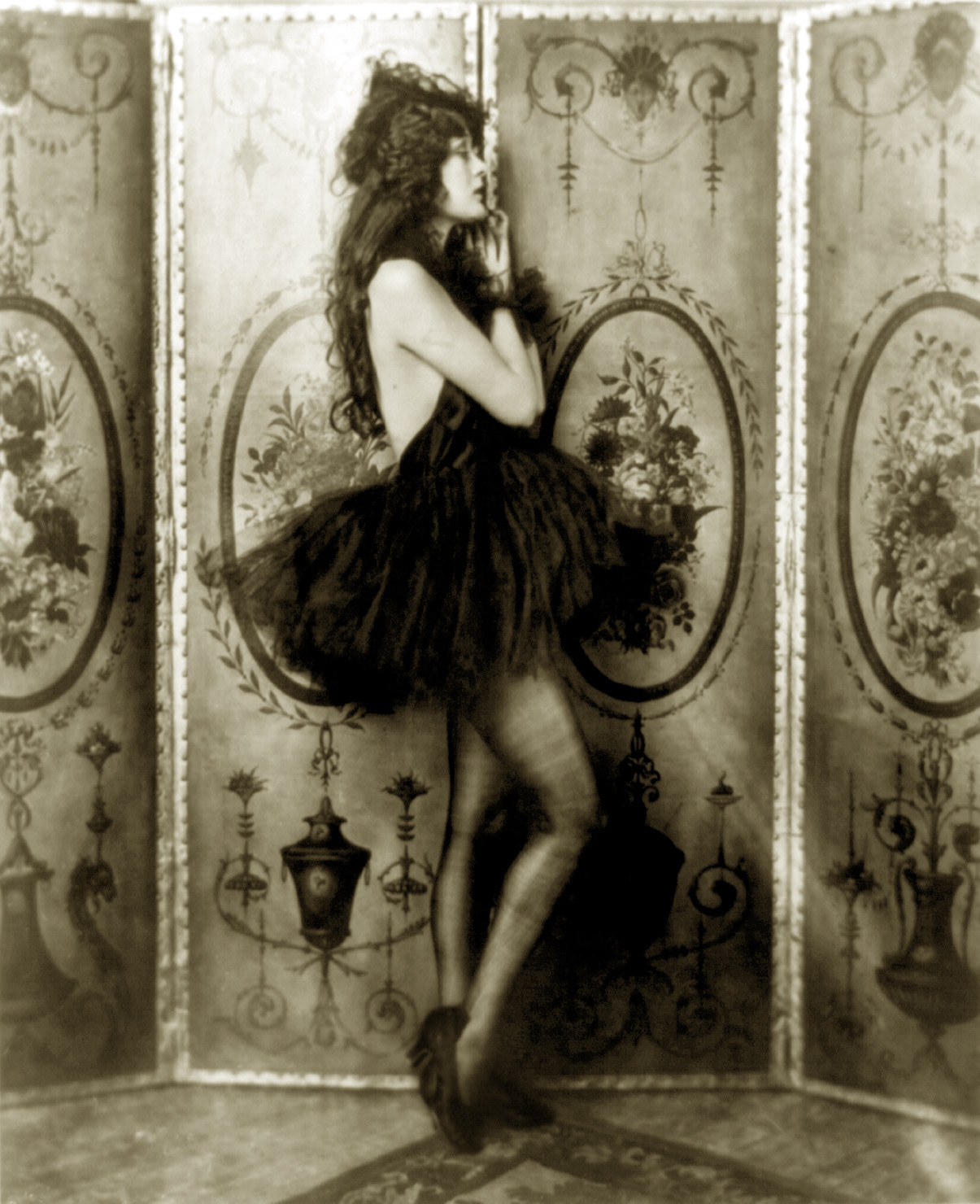
Dolores Costello in versione Ziegfeld girl, ca. 1923

Sebbene molte future stelle dello spettacolo e del cinema avessero iniziato come Ziegfeld girls, molte altre, che sarebbero diventate comunque delle grandi star, furono ai loro inizi respinte da Florenz Ziegfeld che non le prese per la sua rivista. Norma Shearer (nel 1919 e nel 1920), Alice Faye (nel 1927), Joan Crawford (nel 1924), Gypsy Rose Lee (nel 1927), Lucille Ball (nel 1927 e nel 1931), Phyllis Haver (nel 1915), Eleanor Powell (nel 1927), Ruby Keeler (nel 1924), Hedda Hopper (nel 1913) e June Havoc (nel 1927 e nel 1931) furono tra le molte speranze che il maestro scartò dopo le audizioni. Nel 1957, gli allora membri furono presentati come ospiti misteriosi nello spettacolo televisivo What's My Line?
I sopravvissuti al chorus line del secolo scorso sono The Rockettes della Radio City Music Hall. Una delle ultime Ziegfeld girls sopravvissute è stata Doris Eaton Travis, che è morta l'11 maggio 2010 all'età di 106 anni. Un altro è stata Millicent Drahorad, che risiedeva in Florida al momento della sua morte, all'età di 102, avvenuta nel 2012 o nel 2013.